# Hadruridae
Famille
Les Hadruridae sont une famille de scorpions.

## Distribution
Les scorpions de cette famille se rencontrent au Mexique et dans l'Ouest des États-Unis.

## Description
Leur venin n'est pas dangereux pour l'homme mais leur piqure peut être douloureuse.

## Liste des genres
Selon The Scorpion Files (13/06/2020) :
- Hadrurus Thorell, 1876
- Hoffmannihadrurus Fet & Soleglad, 2004

## Systématique et taxinomie
Santibáñez-López, Ojanguren-Affilastro et Sharma en 2020 élèvent la sous-famille des Hadrurinae des Caraboctonidae au rang de famille.

## Publication originale
- Stahnke, 1974 : Revision and keys to the higher categories of Vejovidae (Scorpionida). The Journal of Arachnology, vol. 1, no 2, p. 107-141 (texte intégral).